# Brave CF 42
Brave CF 42 var en MMA-gala som arrangerades av Brave Combat Federation och ägde rum 24 september 2020 i Ar Rifā‘, Bahrain. Galan sändes via Fite.tv och BravecfTV.com

## Bakgrund
Huvudmatchen var en flugviktsmatch mellan amerikanen Jose Torres (9-1) och den mer erfarne, före detta flugviktsmästaren i CFFC amerikanen Sean Santella (23-7-1 (1)).
Galans tre flugviktsmatcher var kvartsfinaler i Brave CF:s flugviktsturnering som i sin tur är en del av organisationens Kombat Kingdom-satsning.

### Ändringar
En kvartsfinal i flugviktsturneringen mellan brassen Marcel Adur och Dustin Ortiz var planerad, men Adur tvingades dra sig ur på grund av en operation. Inget nytt datum för matchen var när galan gick ännu satt.
Amerikanen Zach Makovsky avancerade till semifinalnivå på WO i flugviktsturneringen då hans motståndare finnen Abdul Hussein blev sjuk under bantningen och tvingades dra sig ut matchen.
En match i bantamvikt mellan kirgizen Ryskulbek Ibraimov och ryssen Kasum Kasumov ställdes in då Ibraimov av okänd anledning inte kunde flyga till matchen. Brave CF lovade istället Kasumov en ny match mot en ännu inte namngiven motståndare vid nästa gala en vecka senare.